# 布科韋齊 (沃洛韋齊區)
48°51′32″N 22°56′2″E / 48.85889°N 22.93389°E
布科韋齊（烏克蘭語：Буковець）是位於烏克蘭西部外喀爾巴阡州裏穆卡切沃區的村莊，面積1.65平方公里，海拔高度624米，2001年人口598，人口密度每平方公里361.55人。